# Яблоновка (Носовский район)
Яблоновка (укр. Яблунівка; до 2016 года — Шлях Ильича, укр. Шлях Ілліча) — село в Нежинском районе Черниговской области Украины. Создано в 1939 году во время коллективизации. На 2015 год население составляет 379 человек. Занимает площадь 0,045 км².

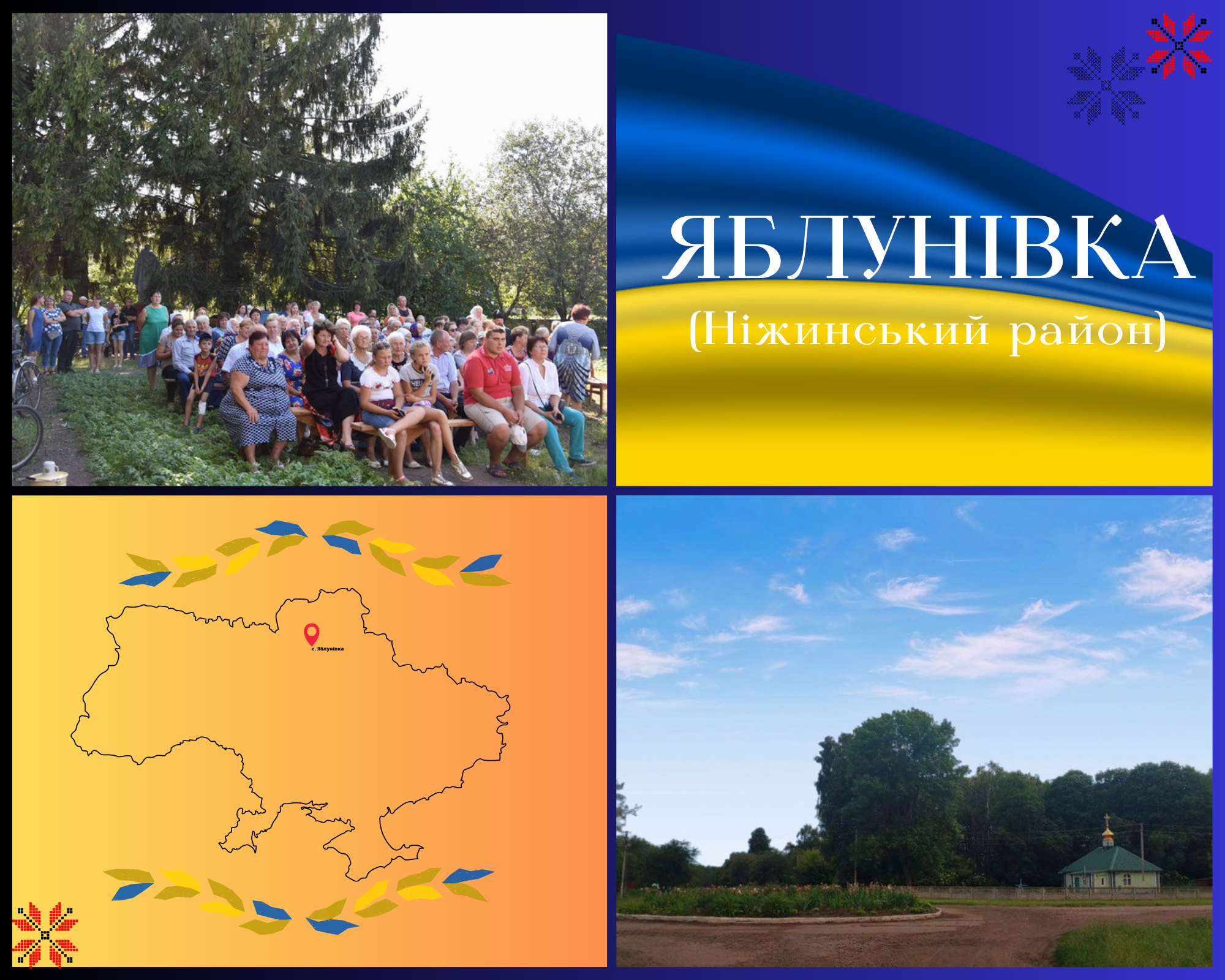
Представницька(титульна) світлина села Яблунівка Ніжинського району

Код КОАТУУ: 7423886502. Почтовый индекс: 17140. Телефонный код: +380 4642.

## Галерея

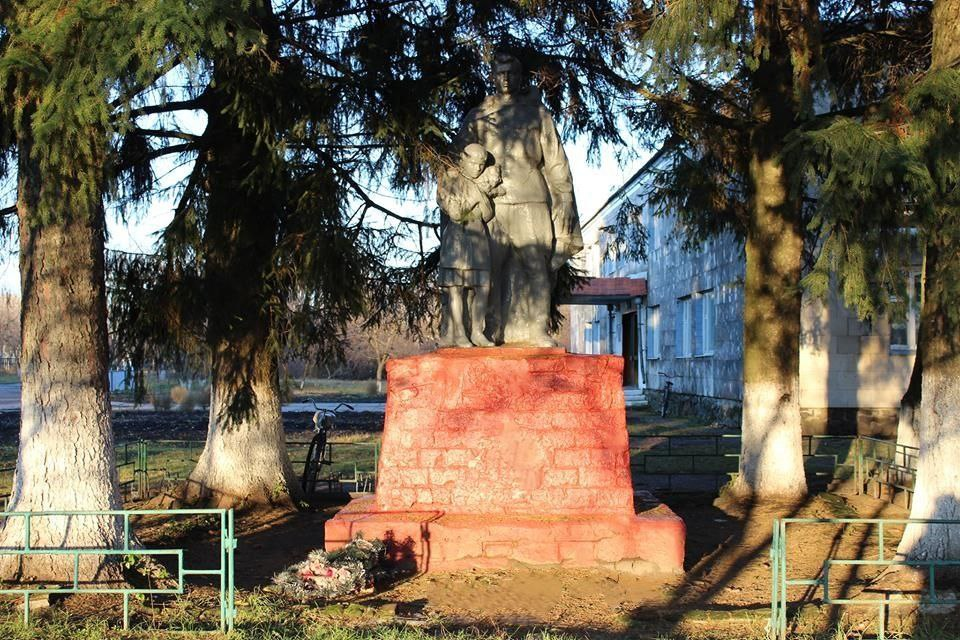
Пам'ятник
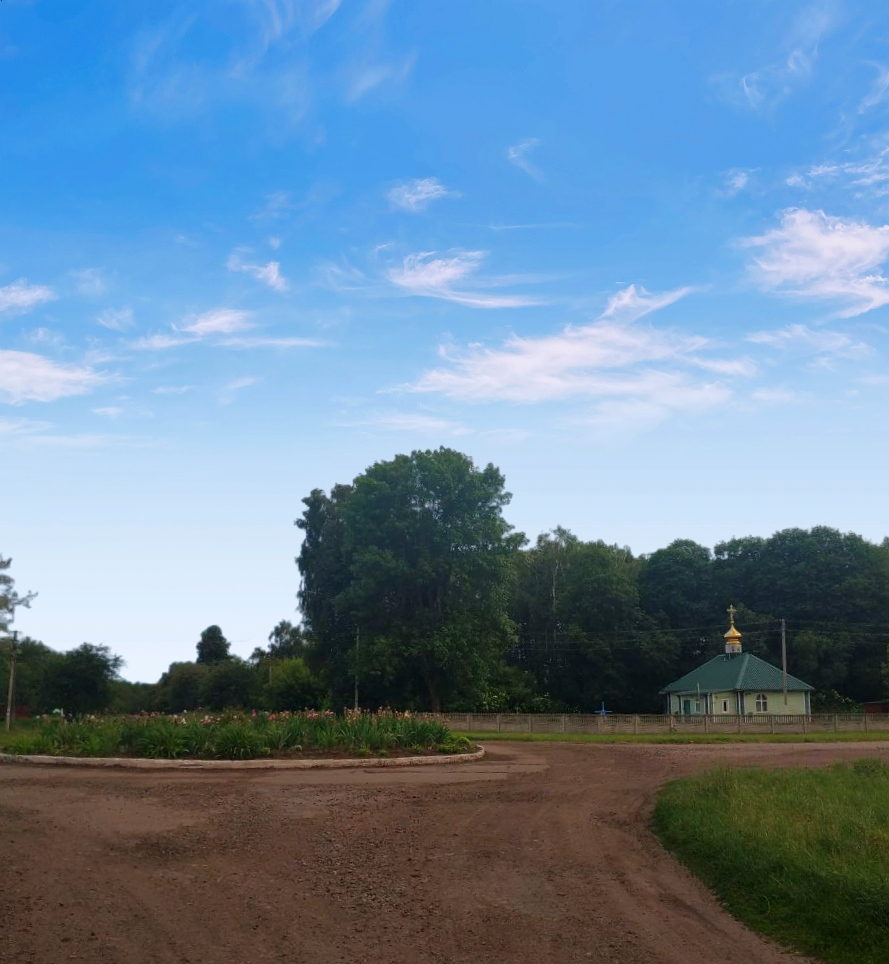
Село Яблунівка (2021)
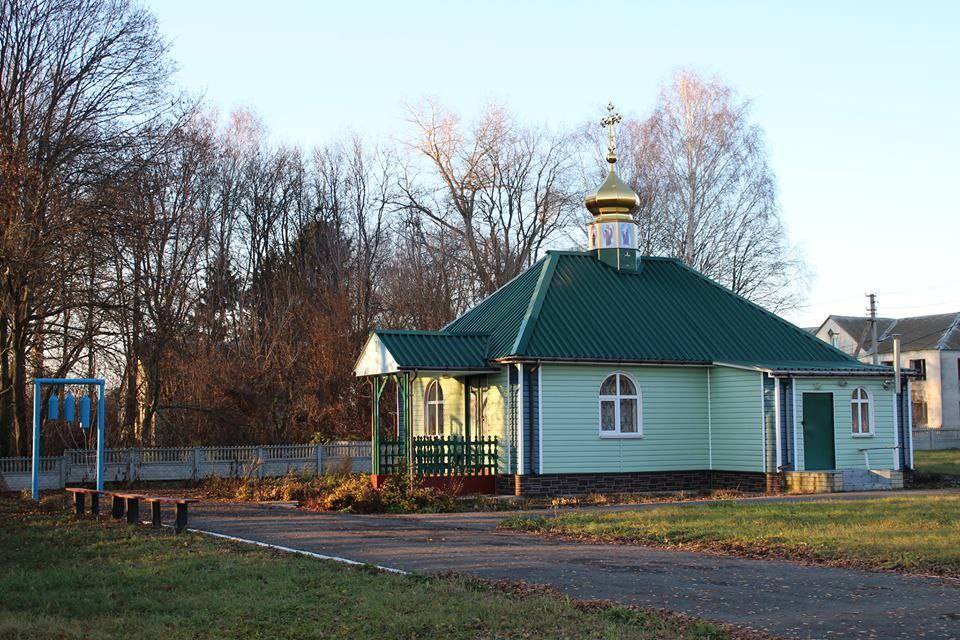
Катерининська церква в Яблунівці
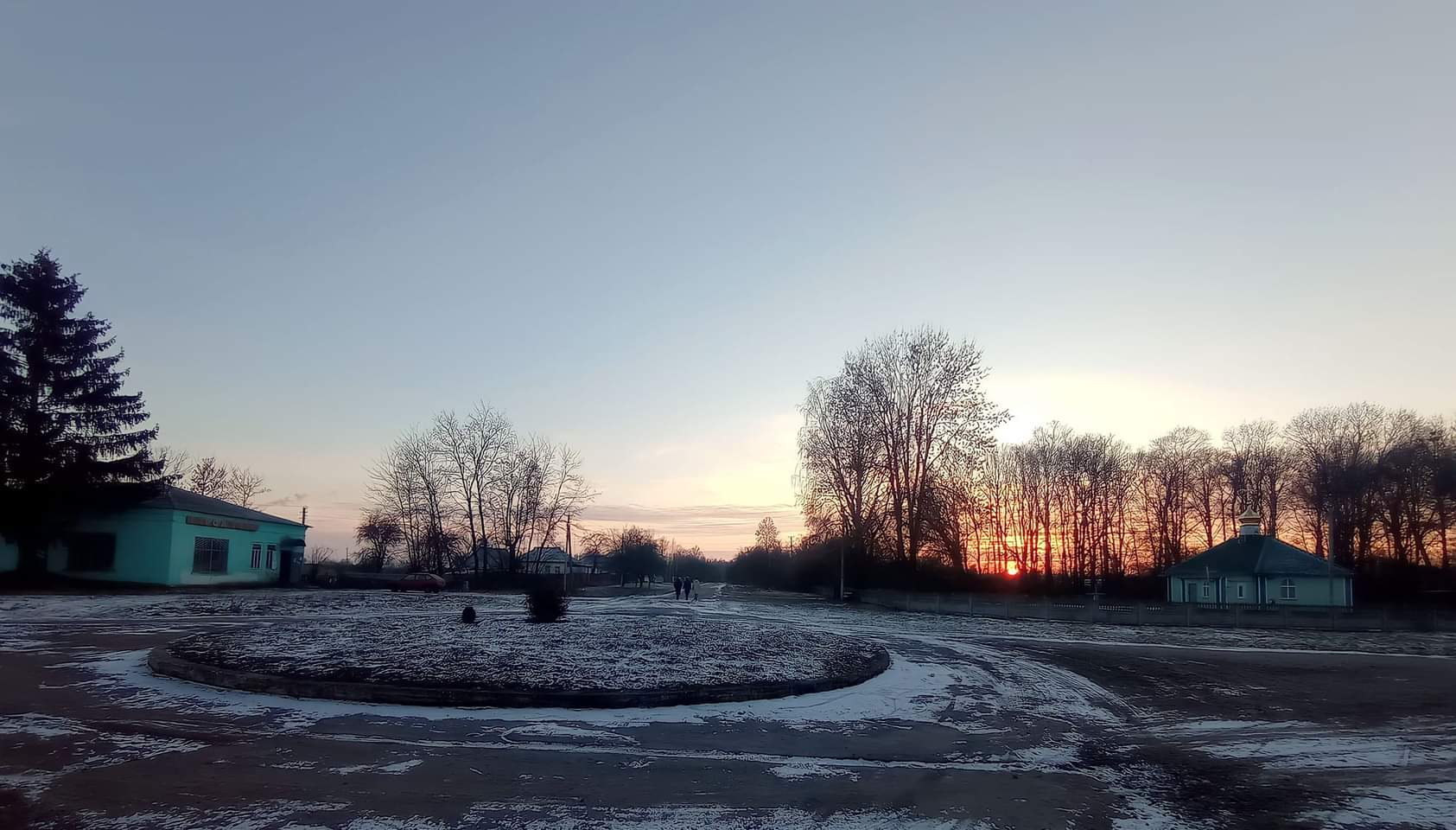
Зимовий центр Яблунівки
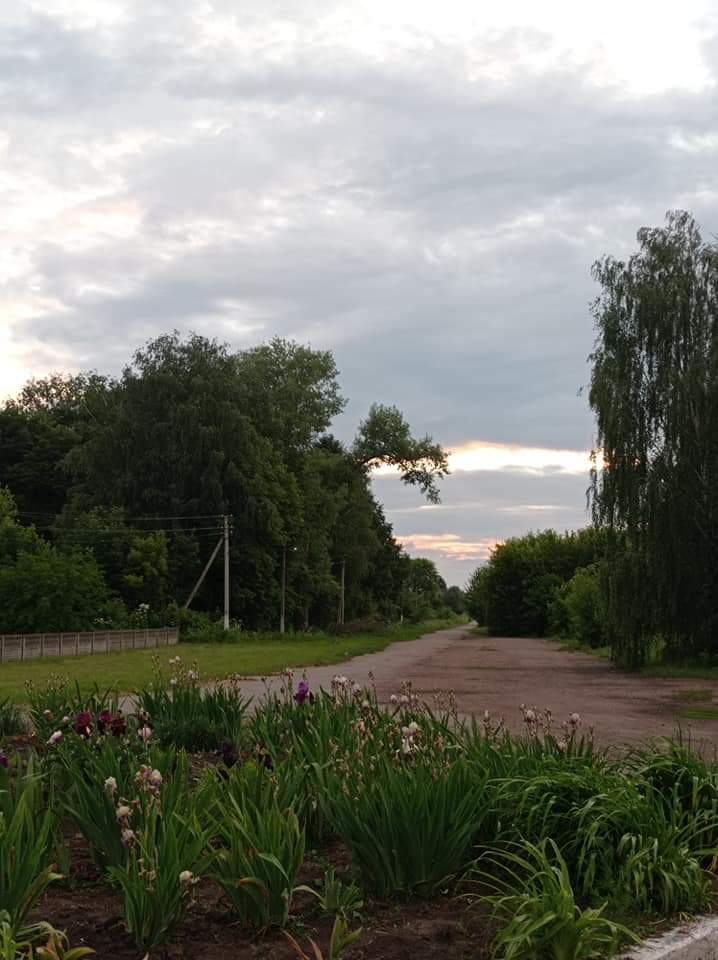
вул.Центральна

## Власть
Орган местного самоуправления — Тертышникский сельский совет. Почтовый адрес: 17140, Черниговская обл., Нежинский р-н, с. Тертышники, ул. Механизаторов, 2.

## Население
По переписи населения (2001 года), в селе проживало 433 человека. По состоянию на 01.01.2015 г. в селе проживало 379 человек.
На 2021 год население составляет около 340 человек.
В селе немалое количество дачного населения.

## Образование, культура
В конце 80-х годов прошлого века были построены новые постройки сельского клуба и школы.
До 2018 года в селе действовал Яблоневский УВК I-II ступеней (вместе с садиком), после чего заведение было закрыто. Ученики и педагогический коллектив переведены в другое учебное заведение в селе Опытное.

## История

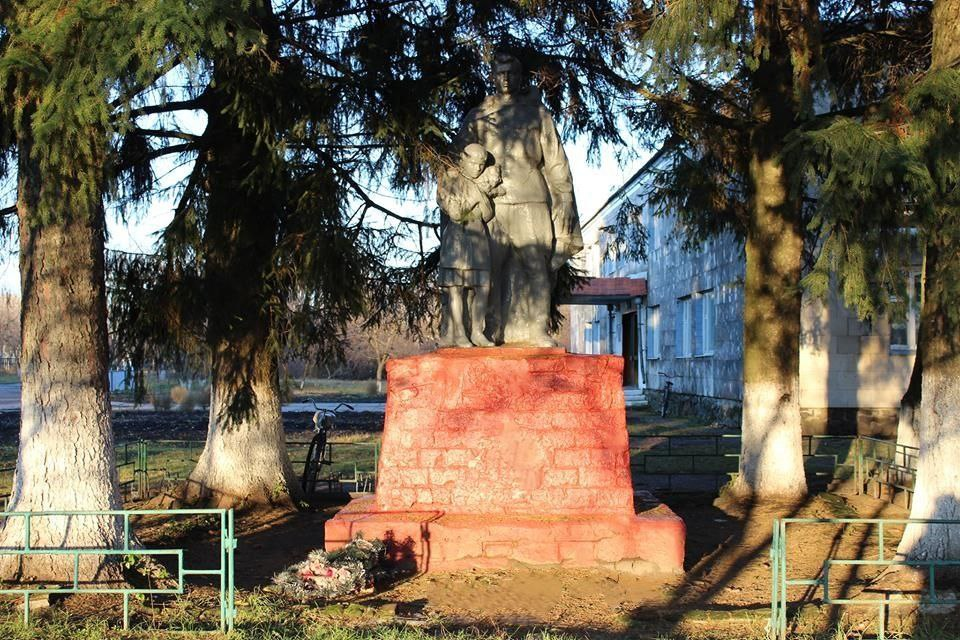
Памятник погибшим в боях против фашистских захватчиков

Яблоновку (Путь Ильича до 2016 г.) можно считать одним из самых молодых сел района, образовалось оно уже после организации Носовского района в 1939 году из близко расположенных хуторских поселений. В прошлом населенный пункт состоял из крепостных, крестьян и казаков. Были также помещичьи экономии, где жили Мусины-Пушкины, Чмыховские, Глуздовские, имевшие до 7000 десятин земли. Бедняки отрабатывали у помещика на жатве, на обмолоте и других поденных работах. Из них еще в 1929 году был создан колхоз, в который вошли только 50 человек. Власти того времени ставили целью освобождение земельных участков для работы первой механизированной техники. Сначала провели подготовку, размеряли и разметили улицы, пропахали их конным плугом. Ширина всех семи сельских улиц составляет десять метров, а центральной — тридцать. В 1939 году начали тянуть жребий, потому что было задание за год заселить местность. Собирались родственники и из них выбирали старшего, тот жребий, который вытащили и был улицей, на которую и заселялись. Кто не имел денег на строительство, брал ссуды с процентами.
С началом Великой Отечественной войны в деревне была объявлена сплошная мобилизация. Весь колхозный скот и техника были эвакуированы, жители принимали участие в сооружении оборонительных укреплений. В сентябре 1943 года село было оккупировано немецко-фашистскими захватчиками. Люди снова гнули спины на общине, по десяти избушкам.
Настоящий расцвет село испытало во время председательства с 1986 года Рудя Н. В. Все сельские улицы были заасфальтированы, проведен водопровод. В 1987 году построен сад-ясли «Солнышко», в 1988 году — дом культуры, в котором располагалась и сельская библиотека.
В 1989 году построена новая двухэтажная школа, в 1990 — возведено новое административное помещение, в котором находились правление колхоза, отделение сбербанка, комната электромонтера электронной связи, начато строительство ФАПа. В селе работают быткомбинат, парикмахерская. В 1996 году к селу подведен газопровод.

## Наше время
С 2016 года село Яблоновка входит в Носовскую городскую общину. В селе действует частный продовольственный магазин, амбулатория, регулярно курсирует маршрутное такси в центр общины, каждую неделю приезжает почта. В центре села расположена Екатерининская церковь.

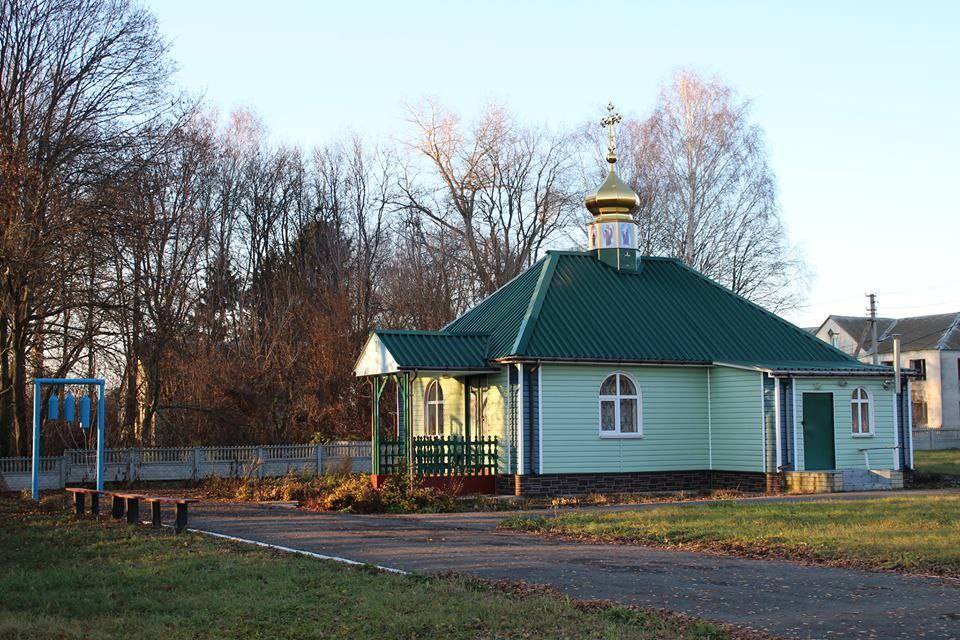
Екатерининский храм (с. Яблоновка)

26 августа 2019 года село Яблоновка праздновало 80-летний юбилей основания населенного пункта.